# Sinseol-dong
Sinseol-dong là một dong, phường của Dongdaemun-gu ở Seoul, Hàn Quốc.

## Điểm tham quan
- Chợ truyền thống Seoul (tái mở cửa vào 26 tháng 4 năm 2008)[2] - nó được xuất hiện trong tập 39 của chương trình truyền hình phổ biến Running Man của SBS vào 17 tháng 4 năm 2011.

## Liên kết
- Bản đồ Dongdaemun-gu